# Flaga Hesji
Flaga Hesji składa się z dwóch poziomych pasów, o kolorze czerwonym i białym. Barwy flagi Hesji pochodzą z herbu tego kraju związkowego. Jest on herbem landgrafów Turyngii, którzy w latach 1130–1247 rządzili także Hesją. Korona jest symbolem lokalnego patriotyzmu i autonomii. Flaga cywilna nie ma go na płacie.
Uchwalona 22 listopada 1949 roku. Proporcje 3:5.